# Dirka po Španiji 1981
Dirka po Španiji 1981 (špansko Vuelta a España 1981) je 36. izvedba dirke po Španiji, tritedenske moške cestne kolesarske etapne dirke. Začela se je 21. aprila v Santanderju in končala 10. maja v Madridu. Sodelovalo je 90 kolesarjev iz 9-ih ekip. Rumeno majico je prvič osvojil Giovanni Battaglin (Inoxpran), drugo mesto Pedro Muñoz Machín (Zor–Helios–Novostil), tretje pa Vicente Belda (Kelme–Gios). Modro majico je osvojil Francisco Javier Cedena (Colchón CR-Campagnolo), črno majico José Luis Laguía (Reynolds), rdečo majico pa Hugues Grondin (Hueso-Manzaneque).

## Ekipe
- Colchón CR-Campagnolo
- Hueso-Manzaneque
- HB Alarmsystemen
- Inoxpran
- Kelme–Gios
- Miko–Mercier–Vivagel
- Reynolds
- Teka–Campagnolo
- Zor–Helios–Novostil

## Etape
| Etapa | Datum      | Štart/Cilj                          | Razdalja | Tip     | Tip                  | Zmagovalec                    |
| ----- | ---------- | ----------------------------------- | -------- | ------- | -------------------- | ----------------------------- |
| P     | 21 . april | Santander – Santander               | 6,3 km   |         | posamični kronometer | Régis Clère (FRA)             |
| 1     | 22 . april | Santander – Avilés                  | 221 km   |         |                      | Guido Bontempi (ITA)          |
| 2     | 23 . april | Avilés – León                       | 159 km   |         |                      | Alfredo Chinetti (ITA)        |
| 3     | 24 . april | León – Salamanca                    | 195 km   |         |                      | Guido Bontempi (ITA)          |
| 4     | 25 . april | Salamanca – Cáceres                 | 206 km   |         |                      | Celestino Prieto (ESP)        |
| 5     | 26 . april | Cáceres – Mérida                    | 152 km   |         |                      | Heddie Nieuwdorp (NED)        |
| 6     | 27 . april | Mérida – Sevilja                    | 199 km   |         |                      | Jos Lammertink (NED)          |
| 7     | 28 . april | Écija – Jaén                        | 181 km   |         |                      | Juan Fernández (ESP)          |
| 8a    | 29 . april | Jaén – Granada                      | 100 km   |         |                      | José María Yurrebaso (ESP)    |
| 8b    | 29 . april | Granada – Sierra Nevada             | 30.5 km  |         | posamični kronometer | Giovanni Battaglin (ITA)      |
| 9     | 30 . april | Baza – Murcia                       | 204 km   |         |                      | Imanol Murga (ESP)            |
| 10    | 1. maj     | Murcia – Almussafes                 | 223 km   |         |                      | Kim Andersen (DEN)            |
| 11    | 2. maj     | Almussafes – Peñíscola              | 193 km   |         |                      | Jesús Suárez Cueva (ESP)      |
| 12    | 3. maj     | Peñíscola – Esparreguera            | 217 km   |         |                      | Frédéric Vichot (FRA)         |
| 13    | 4. maj     | Esparreguera – Rasos de Peguera     | 187 km   |         |                      | Vicente Belda (ESP)           |
| 14    | 5. maj     | Gironella – Balaguer                | 197 km   |         |                      | José Luis López Cerrón (ESP)  |
| 15a   | 6. maj     | Balaguer – Alfajarín                | 146 km   |         |                      | Pedro Muñoz Machín (ESP)      |
| 15b   | 6. maj     | Zaragoza – Zaragoza                 | 11.3 km  |         | posamični kronometer | Régis Clère (FRA)             |
| 16    | 7. maj     | Calatayud – Torrejón de Ardoz       | 209 km   |         |                      | Álvaro Pino (ESP)             |
| 17    | 8. maj     | Torrejón de Ardoz – Segovia         | 150 km   |         |                      | Miguel María Lasa (ESP)       |
| 18    | 9. maj     | Segovia – Los Ángeles de San Rafael | 175 km   |         |                      | Ángel Arroyo (ESP)            |
| 19    | 10. maj    | Madrid – Madrid                     | 84 km    |         |                      | Francisco Javier Cedena (ESP) |
|       | Skupaj     | Skupaj                              | 3446 km  | 3446 km | 3446 km              | 3446 km                       |

## Končna razvrstitev
| Legenda | Legenda                                    | Legenda | Legenda                          |
| ------- | ------------------------------------------ | ------- | -------------------------------- |
|         | Predstavlja vodilnega v skupnem seštevku   |         | Predstavlja vodilnega po točkah  |
|         | Predstavlja vodilnega v gorski razvrstitvi |         | Predstavlja vodilnega v šprintih |

### Rumena majica
| Poz. | Kolesar                            | Ekipa                 | Čas         |
| ---- | ---------------------------------- | --------------------- | ----------- |
| 1    | Giovanni Battaglin (ITA)           | Inoxpran              | 98h 04' 49" |
| 2    | Pedro Muñoz Machín Rodríguez (ESP) | Zor–Helios–Novostil   | + 2' 09"    |
| 3    | Vicente Belda (ESP)                | Kelme–Gios            | + 2' 29"    |
| 4    | Jørgen Marcussen (DEN)             | Inoxpran              | + 3' 33"    |
| 5    | Antonio Coll (ESP)                 | Colchón CR-Campagnolo | + 4' 26"    |
| 6    | Ángel Arroyo (ESP)                 | Zor–Helios–Novostil   | + 4' 30"    |
| 7    | José Luis Laguía (ESP)             | Reynolds              | + 6' 05"    |
| 8    | Faustino Rupérez (ESP)             | Zor–Helios–Novostil   | + 7' 09"    |
| 9    | Régis Clère (FRA)                  | Miko–Mercier–Vivagel  | + 7' 23"    |
| 10   | Miguel María Lasa (ESP)            | Zor–Helios–Novostil   | + 10' 54"   |

| Skupna razvrstitev kolesarjev (11–25) | Skupna razvrstitev kolesarjev (11–25) | Skupna razvrstitev kolesarjev (11–25) | Skupna razvrstitev kolesarjev (11–25) |
| ------------------------------------- | ------------------------------------- | ------------------------------------- | ------------------------------------- |
| 11                                    | Eduardo Chozas (ESP)                  | Zor–Helios–Novostil                   | + 12' 48"                             |
| 12                                    | Luciano Loro (ITA)                    | Inoxpran                              | + 13' 49"                             |
| 13                                    | José Antonio Cabrero (ESP)            | Zor–Helios–Novostil                   | + 16' 17"                             |
| 14                                    | Alfonso Dal Pian (ITA)                | Inoxpran                              | + 17' 17"                             |
| 15                                    | Peter Zijerveld (NED)                 | HB Alarmsystemen                      | + 19' 55"                             |
| 16                                    | Angel De Las Heras (ESP)              | Hueso-Manzaneque                      | + 22' 32"                             |
| 17                                    | Enrique Martínez Heredia (ESP)        | Colchón CR-Campagnolo                 | + 26' 16"                             |
| 18                                    | Juan Pujol Pages (ESP)                | Colchón CR-Campagnolo                 | + 27' 36"                             |
| 19                                    | Francisco Javier Cedena (ESP)         | Colchón CR-Campagnolo                 | + 29' 46"                             |
| 20                                    | Guillermo De La Pena (ESP)            | Zor–Helios–Novostil                   | + 30' 36"                             |
| 21                                    | Frédéric Vichot (FRA)                 | Miko–Mercier–Vivagel                  | + 31' 54"                             |
| 22                                    | Álvaro Pino (ESP)                     | Colchón CR-Campagnolo                 | + 33' 24"                             |
| 23                                    | José Luis López Cerrón (ESP)          | Zor–Helios–Novostil                   | + 36' 30"                             |
| 24                                    | Amilcare Sgalbazzi (ITA)              | Inoxpran                              | + 37' 49"                             |
| 25                                    | Anastasio Greciano (ESP)              | Reynolds                              | + 44' 44"                             |

### Ekipna razvrstitev
| Poz. | Ekipa                 | Čas          |
| ---- | --------------------- | ------------ |
| 1    | Zor–Helios–Novostil   | 294h 09' 15" |
| 2    | Inoxpran              | + 17' 14"    |
| 3    | Colchón CR-Campagnolo | + 43' 04"    |
| 4    | Kelme–Gios            | + 1h 05' 01" |
| 5    | Miko–Mercier–Vivagel  | + 1h 19' 31" |
| 6    | Reynolds              | + 1h 48' 41" |
| 7    | HB Alarmsystemen      | + 2h 06' 31" |
| 8    | Hueso-Manzaneque      | + 2h 30' 41" |

### Modra majica
| Poz. | Kolesar                       | Ekipa                 | Točke |
| ---- | ----------------------------- | --------------------- | ----- |
| 1    | Francisco Javier Cedena (ESP) | Colchón CR-Campagnolo | 211   |
| 2    | Jesús Suárez Cueva (ESP)      | Kelme–Gios            | 137   |
| 3    | Miguel María Lasa (ESP)       | Zor–Helios–Novostil   | 134   |

### Črna majica
| Poz. | Kolesar                            | Ekipa               | Čas |
| ---- | ---------------------------------- | ------------------- | --- |
| 1    | José Luis Laguía (ESP)             | Reynolds            | 144 |
| 2    | Vicente Belda (ESP)                | Kelme–Gios          | 98  |
| 3    | José Luis López Cerrón (ESP)       | Zor–Helios–Novostil | 69  |
| 4    | Giovanni Battaglin (ITA)           | Inoxpran            | 60  |
| 5    | Pedro Muñoz Machín Rodríguez (ESP) | Zor–Helios–Novostil | 57  |

### Rdeča majica
| Poz. | Kolesar                  | Ekipa            | Točke |
| ---- | ------------------------ | ---------------- | ----- |
| 1    | Hugues Grondin (FRA)     | Hueso-Manzaneque | 21    |
| 2    | Miguel Acha (ESP)        | Reynolds         | 12    |
| 3    | Jesús Suárez Cueva (ESP) | Kelme–Gios       | 10    |